# Теудигисил
Теудигисил или Теудигисел је био визиготски краљ у Хиспанији између 548. и 549. године. У неке листе визиготских краљева Теудигисил није ни укључен, исто као и Агила I, и одмах иза Теудиса се појављује Атанагилд. 
Био је Теудисов гроф и истерао је Франке након њихове инвазије оз 541. године и одсекао им пут у теснацу Валкарлос у Навари, али је прихватио мито и дозволио им пролаз ка Француској.
Био је убијен на једном банкету у Севиљи. Претпоставља се да су га убили мужеви неких жена са којима је одржавао недозвољене односе.